# Encyclopaedia Aethiopica

Encyclopaedia Aethiopica (EAe) est une encyclopédie centrée sur l'Éthiopie, l'Érythrée, Djibouti, une grande partie du Soudan et de la Somalie et ayant commencé à être publiée en 2003. L'Encyclopaedia Aethiopica donne accès à des informations dans toutes les disciplines dont l'histoire, la géographie, les langues et les littératures, l'anthropologie, l'archéologie, l'ethnologie, l'art, la musique, la religion et la culture.

## Présentation
L'Eae a été conçue pour faciliter la recherche, en joignant une liste des sources primaires et ainsi que des publications universitaires. Le langage et le style n'étant pas excessivement académiques, l'« Eae » est accessible aussi aux non-spécialistes. L'encyclopédie est illustrée de cartes et photographies, dont certaines jamais publiées. Elle emploie une forme interne de romanisation de la langue Guèze, de l'Amharique qui varie considérablement d'autres formats standard : l'empereur Menelik II d'Éthiopie, par exemple, est écrit sous la forme « Mənilək II ».
L'Encyclopaedia Aethiopica compte des centaines d'auteurs originaires d'au moins trente pays. Les standards académiques sont garantis par l'équipe éditoriale, basée à l'« Unité de Recherche Etudes Éthiopiennes » (depuis 2009, Hiob Ludolf Centre for Ethiopian Studies) et à l'Université de Hambourg, en Allemagne. Des experts dans tous les principaux domaines et un conseil de superviseurs internationaux ont épaulé les éditeurs. Le rédacteur en chef est Siegbert Uhlig, ancien titulaire de la chaire d'études éthiopiennes à l'Institut Asie-Afrique de l'Université de Hambourg. Depuis 2009 , son successeur est Alessandro Bausi.
La série se compose de cinq volumes, publiés en 2003 (lettres de A à C), 2005 (lettres de D à Ha), 2007 (lettres de He à N), 2010 (lettres de O à X ), 2014 (lettres de Y à Z, index complet, articles supplémentaires, cartes et documents) :
- (en) Siegbert Uhlig, Encyclopaedia Aethiopica, vol. 1 : A-C. (Encyclopaedie), Wiesbaden, Harrassowitz Verlag, 2003 etiopico
- (en) Siegbert Uhlig, Encyclopaedia Aethiopica, vol. 2 : D-Ha (Encyclopaedie), Wiesbaden, Harrassowitz Verlag, 2005
- (en) Siegbert Uhlig, Encyclopaedia Aethiopica, vol. 3 : He-N (Encyclopaedie), Wiesbaden, Harrassowitz Verlag, 2007
- (en) Siegbert Uhlig et Alessandro Bausi, Encyclopaedia Aethiopica, vol. 4 : O-X (Encyclopaedie), Wiesbaden, Harrassowitz Verlag, 2010
- (en) Alessandro Bausi et Siegbert Uhlig, Encyclopaedia Aethiopica, vol. 5 : Y-Z, Supplementa, Addenda et Corrigenda, Maps, Index (Encyclopaedie), Wiesbaden, Harrassowitz Verlag, 2014

La Eae est financée par la Deutsche Forschungsgemeinschaft, la Zeit-Stiftung Ebelin und Gerd Bucerius, la Fritz Thyssen Foundation, la Fondation allemande-israélienne, la Johanna und Fritz Buch Gedächtnis-Stiftung, la Karl H. Ditze Stiftung, le Sigrid Rausing Trust et l'Université de Hambourg.

### Rédacteurs de l'Encyclopaedia Aethiopica (partiel[1])
- Gerrit Jan Abbink
- Paul T.W. Baxter
- Dirk Bustorf
- Donald Crummey
- Rodolfo Fattovich
- Gianfranco Fiaccadori
- Alain Gascon
- Gideon Goldenberg
- Wolfgang Hahn
- Steven Kaplan
- Gianfrancesco Lusini
- Paolo Marrassini
- Stuart Munro-Hay
- Norbert Nebes
- Richard Pankhurst
- Osvaldo Raineri
- Alfons Ritler
- Alain Rouaud
- Alexander Sima
- Francesco Surdich
- Simone Tarsitani
- Luís Filipe Thomaz
- Stefan Weninger
- Anaïs Wion
- Baye Yimam